# El olivo
El Olivo è un film spagnolo del 2016 diretto da Icíar Bollaín, vincitore del premio Goya 2017 per la migliore attrice rivelazione.

## Produzione
La pellicola El olivo fu girata tra maggio e giugno del 2015. Le riprese, basate sulla sceneggiatura del compagno della regista Paul Laverty, vennero effettuati in varie località delle comarche di Baix Maestrat e di Alt Maestrat e in particolare a Sant Mateu, un paese situato nella parte interna della provincia di Castellón. La produzione contattò varie persone che abitavano nella zona proponendo loro di recitare come comparse. Tra queste un abitante di Sant Mateu trovò Manuel Cucala che interpretò poi il ruolo dell'anziano nonno di Alma. Varie scene della parte finale dell'opera sono anche state girate a Düsseldorf, in Germania.
Il 20 aprile del 2016 nella piazza maggiore di San Mateo venne fatta una proiezione inaugurale del film.

## Trama
Alma ha 20 anni e adora suo nonno, un uomo che da anni non parla più. Quando l'anziano inizia a rifiutare il cibo la ragazza decide di recuperare un olivo millenario che la famiglia aveva venduto una decina di anni prima contro la sua volontà. Il primo problema da affrontare sarà quello di sapere in quale luogo del mondo è stato trasportato l'albero mentre il secondo sarà quello di riportarlo al paese. Per riuscire nell'impresa Alma avrà bisogno dell'aiuto di suo zio, una vittima della crisi economica, del suo amico Rafa e di tutto il paese dove vive.

## Riconoscimenti
- 2017 – Premio Goya
  - Migliore attrice rivelazione a Anna Castillo
  - Candidatura per il miglior attore non protagonista a Javier Gutiérrez Álvarez
  - Candidatura per la miglior colonna sonora a Pascal Gaigne
  - Candidatura per la migliore sceneggiatura originale a Paul Laverty